# Somatochlora albicincta
Somatochlora albicincta är en trollsländeart som först beskrevs av Hermann Burmeister 1839.  Somatochlora albicincta ingår i släktet glanstrollsländor, och familjen skimmertrollsländor. Inga underarter finns listade i Catalogue of Life.

## Bildgalleri

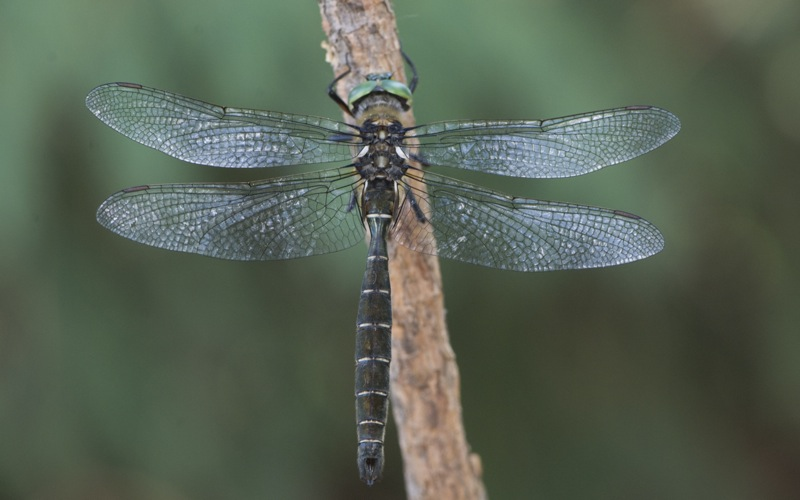